# Kertaboemi
Adipati Kertaboemi, ook Kertabumi geschreven was een onderhorig Javaans vorst. Hij regeerde na 1636 als leenman over Karawang.
De kabupaten Karawang ontstond toen sultan Agung prins Kertaboemi in 1636 als eerste adipati van Karawang benoemde. Toen de VOC en later de Nederlandse staat Mataram als suzerein ging regeren bleef deze bestuursverdeling in stand.
De administratieve nalatenschap van Agung was ook de basis voor het latere koloniale bestuur over Java. In de 17e eeuw werd onder Agung de Grote een feodaal stelsel opgebouwd waarin een adipati (zoiets als een Europese hertog) een gebied dat kadipaten werd genoemd bestuurde. Een van hen was Kertaboemi.